# 구마모토 은행
구마모토 은행(熊本銀行 구마모토긴코[*])은 일본의 제2지방은행이다. 구마모토현을 주된 영업 지역으로 하고 있다.